# Эндарлаца
Энда́рлаца (баск. Endarlatsa) — небольшое поселение в Испании, в провинции Наварра. Расположено в Атлантических Пиренеях, на самой границе между Испанией и Францией, на реке Бидасоа.

## Основные сведения
Поселение находится на самой границе с бывшим королевством Наварра и Кастилья. Поселение — всего около 15 домов и сторожевая пограничная башня. Здесь же — мост Пуэнте де Эндарлаца, переправа через реку Бидасоа. Основная функция в средние века — пограничный и таможенный контроль.
В настоящее время через реку строится Виадук Эндарлаца — красивый современный мост. Строительство, очевидно, ведется по общему плану реконструкции дороги N121a, так как дорожные работы ведутся во всех узких местах трассы.
Основные занятия населения — сельское хозяйство, виноградарство и овцеводство.